# شاینی آهوجا
شاینی آهوجا (به انگلیسی: Shiney Ahuja) (زاده ۱۵ می ۱۹۷۳) بازیگر، مدل هندی است.
از فیلم‌هایی که وی در آن نقش داشته است می‌توان به فنا اشاره کرد.

## فیلم‌شناسی
فهرست برخی از فیلم‌هایی که شاینی آهوجا در آن‌ها به ایفای نقش پرداخته است:
- فنا
- هزارتو
- کرم
- خوش برگشتید
- زندگی در مترو
- قلب کبدی
- آن لحظات
- هر لحظه
- هزار آرزو مثل این
- زندگی راک